# Fritz Muggler
Fritz Muggler (* 31. März 1930 in Zürich; † 25. September 2023 ebenda) war ein Schweizer Musiker und Musikkritiker.

## Leben
Muggler studierte nach der Matur Klavier, Schulmusik und Orgel, später auch Musikwissenschaft an der Universität Zürich bei Paul Hindemith und Kurt von Fischer, dazu Kunstwissenschaft, Journalismus, Musiktheorie und Komposition. Danach war er Musikkritiker bei den Zeitungen Volksrecht und Die Tat sowie langjährig bei der Neuen Zürcher Zeitung. Später studierte er Blockflöte bei Hans-Martin Linde an der Schola  Cantorum  Basiliensis in Basel. Er gründete das New Consort Zürich, ein auf frühe Musik in Kombination mit zeitgenössischer Musik spezialisiertes Ensemble, und wirkte als Organist in Schlieren. 1957–1968 besuchte er jährlich die Darmstädter  Ferienkurse. Ab den 60er Jahren bis in die frühen 2000er Jahre besuchte er jährlich die ISCM World Music Days und berichtete darüber in den Schweizer Feuilletons. Jahrzehntelang engagierte er sich im Vorstand der IGNM-Ortsgruppe Zürich. Von 1978 bis 1995 war er Präsident der ISCM Switzerland, der Schweizer Sektion der ISCM (Internationale Gesellschaft für Neue Musik IGNM). 1991 organisierte er die ISCM World Music Days in Zürich. Er starb am 25. September 2023 im Alter von 93 Jahren in Zürich.

## Schriften (Auswahl)
- Zum Musikleben in der Schweiz. Pro Helvetia, Zürich 1982.